# San Andrés Duraznal (kommun)
San Andrés Duraznal är en kommun i Mexiko.   Den ligger i delstaten Chiapas, i den sydöstra delen av landet, 700 km öster om huvudstaden Mexico City.
Följande samhällen finns i San Andrés Duraznal:
- San Andrés Duraznal
- Rivera Galeana
- Las Limas Dos